# غزو النورمان لإنجلترا
الغزو النورماندي لإنجلترا (يُدعي في بريطانيا بالغزو النورماندي، أو الفتح النورماندي) هو غزو واحتلال وفتح انجلترا في القرن الحادي عشر من قبل الجيوش النورماندية والبريتونية والفلمنكية والجنود الفرنسيين تحت قيادة دوق نورماندي، والذي لُقب لاحقًا بويليام الفاتح.
جاءت مطالب ويليام بالعرش الإنجليزي جراء صلة القرابة التي تجمعه بالملك الأنجلو ساكسوني إدوارد المعترف الذي لم يخلّف أطفالًا، والذي ربما غذّى مطامح وأحلام ويليام بالعرش. توفي إدوارد في شهر يناير من عام 1066، وخلفه صهره هارولد غدوينسون. غزا الملك النرويجي هارلد الثالث شمال إنجلترا في شهر سبتمبر من عام 1066، وانتصر في معركة فلفورد، ثم تمكن جيش غدوينسون من هزيمة وقتل هارلد الثالث في معركة جسر ستامفورد في الخامس والعشرين من شهر سبتمبر. خلال أيام، رسى ويليام على ساحل إنجلترا الجنوبي. زحف جيش هارولد جنوبًا ليواجه جيش النورمانديين، تاركًا خلفه جزءًا كبيرًا من الجيش في الشمال. واجه الجيشان بعضهما في الرابع عشر من شهر أكتوبر في معركة هيستينغز: استطاعت قوات ويليام هزيمة جيش هارولد، والذي توفي في تلك المعركة.
وعلى الرغم من هزيمة خصوم ويليام الرئيسيين، لكنه واجه تمردات وثورات في الأعوام اللاحقة، ولم يستطع حماية عرشه وتأمينه كليًا حتى عام 1072. صُودرت أراضي النخبة الإنجليزية المعارضة، وهرب بعض أفراد نخبة المجتمع إلى المنفى. منح ويليام في المقابل أراضٍ لأتباعه وبنى القلاع وأشرف على الحصون العسكرية على طول البلاد، أملًا بالسيطرة على مملكته الجديدة، وكلّ ذلك منظمٌ في كتاب دومزدي الذي أمر ويليام بوضعه، وهو عبارة عن مخطوطة سُجل فيها «الإحصاء الأكبر» وشمل معظم أراضي إنجلترا وأجزاءً من ويلز، وانتهى إعداده عام 1086. يُعد البلاط الملكي والحكومة إحدى منجزات الغزو النورماندي، بالإضافة إلى تداول اللغة النورماندية باعتبارها لغة النخبة، وعدد من التغيرات التي طرأت على الطبقات الرفيعة من المجتمع، فمنح ويليام الأراضي الخاضعة لسلطته المباشرة لمن يقسم بالولاء للملك. كان إلغاء العبودية بشكل رسمي إحدى التغيرات الأخرى التي برزت تدريجيًا، والتي بالإمكان ربطها بالغزو النورماندي. طرأت تبدلت طفيفة على بنية الحكومة، تزامنًا مع تسلّم الإداريين النورمانديين الكثير من مناصب الحكومة الأنغلوساكسونية السابقة.

## أصول تاريخية
في عام 911، سمح الملك الكارولنجي شارل الثالث لمجموعة من الفايكنج تحت قيادة رولو بالاستقرار والاستيطان في نورماندي، وفقاً لمعاهدة سان كلير سور إيبت. في المقابل، على رولو وشعبه أن يدافعوا عن سواحل فرنسا ضد غزوات الفايكنج القادمة. كانت مستوطنة الفايكنج ناجحة، وأصبح الفايكنج يُعرفون في المنطقة باسم «النورديين»، وهو الاسم الذي اشتُق منه لاحقاً اسم «نورماندي» و«النورمان». تكيّف النورمانديون على الفور مع الثقافة الفرنسية، وتركوا الوثنية وتحولوا إلى المسيحية. اقتبس النورمانديون من لغة الأويل المحكية في موطنهم الجديد، وأضافوا عليها سمات من لغتهم النوردية الخاصة، فحولوها إلى لغة جديدة هي اللغة النورماندية. تزاوجوا أيضًا مع السكان المحليين، واستغلوا الأراضي الممنوحة لهم من أجل إنشاء قاعدة يوسعون عن طريقها حدود دوقية نورماندي غربًا، فألحقوا بها أراضي بيسان وشبه جزيرة كوتنتان وأفرانش.
في عام 1002، تزوّج الملك الإنجليزي إثيلريد أونريدي من إيما شقيقة دوق نورماندي ريتشارد الثاني. أنجبا ابنًا هو إدوارد المعترف، لكنه أمضى معظم سنوات حياته في المنفى في نورماندي، وتربع على عرش إنجلترا عام 1042. أدت تلك الأحداث إلى انخراط النورمانديين بشدة في السياسة الإنجليزية، فاستعان إدوارد بالنورمانديين للحصول على الدعم، واستدعى رجال البلاط والجنود ورجال الدين النورمانديين، وعيّنهم في مناصب بارزة في السلطة، تحديدًا في الكنيسة. كان إدوارد بلا ذرية، وعانى من صراع مع عدوه القوي غدوين إيرل ويسيكس وأولاده، ما جذب اهتمام ويليام دوق نورماندي وغذى طموحاته المتمثلة بالعرش الإنجليزي.
عندما توفي الملك إدوارد في أوائل العام 1066، نشب نزاع على السلطة جراء عدم وجود وريثٍ للملك، وادعت عدة أطراف في هذا النزاع حقها في الحصول على العرش. كان خلفُ إدوارد هو إيرل ويسيكس، هارولد غدوينسون، أغنى وأقوى أرستقراطي إنجليزي حينها. انتخب مجلس الشيوخ الأنغلوساكسوني هارولد ملكًا على إنجلترا، ونُصب على يد إلدرد مطران يورك (رئيس أساقفة يورك)، لكن في المقابل، يزعم النورمانديون أن مراسم التتويج تمت على يد ستيغاند، مطران كانتربري المُنتخب بشكل غير شرعي وفقًا للقانون الكنسي.

 واجه هارولد عقب تنصيبه حاكمين مجاورين قويين. ادعى الدوق ويليام أن الملك إدوارد وعده بعرش إنجلترا، وأن هارولد أقسم على القبول بذلك. اعترض الملك هارلد الثالث، ملك النرويج، أيضًا على خلافة هارولد. وكانت مطالبه بالعرش قائمة على اتفاقية جرت بين سلفه الملك ماغنوس الطيب، وبين الملك الإنجليزي السابق هارديكانوت، وتنص الاتفاقية على أن يحصل أحدهما على عرشي إنجلترا والنرويج عندما يموت الآخر بدون أن يترك وريثًا له على العرش. بدأ كل من ويليام وهارلد يجمع جيشه وسفنه ويستعد لغزو إنجلترا.

## غارات توستيغ والغزو النرويجي
في أوائل العام 1066، غزا توستغ غدونسون، شقيق هارولد في المنفى، الجزء الجنوبي الشرقي من إنجلترا مزودًا بأسطول جنّده في فلاندرز، والتحقت به عدة سفنٍ أخرى من أوركني في وقت لاحق. تجنب توستيغ أسطول هارولد، وتحرك شمالًا وغزا شرق أنغليا ولنكولنشاير، لكنه اضطر إلى التراجع والانسحاب نحو سفنه بفضل الأخوين إدوين إيرل ميرسيا وموركار إيرل نورثمبريا. تخلى معظم أتباع توستيغ عنه، فاضطر إلى الانسحاب نحو سكوتلندا، حيث أمضى الصيف هناك يجند قواتٍ جديدة. أمضى الملك هارولد الصيف على الساحل الجنوبي لانجلترا مجهزًا بجيش ضخم وأسطول بحري بانتظار غزو النورمانديين تحت قيادة ويليام، وعلى الرغم من تعداد جيشه الضخم، لكن أغلبه مكون من أفراد الميليشيات، وأراد هؤلاء الذهاب إلى حقولهم وحصاد محاصيلهم، لذا سمح لهم الملك هارولد بالذهاب في الثامن من شهر سبمتبر.
غزا الملك هارلد شمال إنجلترا في أوائل شهر سبمتبر، فتولى قيادة أسطول بحري يزيد تعداد سفنه عن 300 سفينة، حاملة نحو 15 ألف جندي. انضمت قوات توستيغ أيضًا إلى جيش هارلد، بعدما دعم توستيغ مطالب الملك المتمثلة بالحصول على العرش. تقدم الجيش النرويجي نحو يورك، وهزم جيشًا إنجليزيًا تحت قيادة إدوين وموركار في العشرين من شهر سبتمبر في معركة فلفورد. حاول إدوين وموركار قتال القوات النرويجية قبل وصول هارولد وجيشه من الجنوب. وعلى الرغم من أن هارولد تزوّج إلدغيث، شقيقة إدوين وموركار، لكنهما لم يثقا بهارولد وخشيا من قيام الملك باستبدال موركار بتوستيغ. في نهاية المطاف، دُمر جيشهما ولم يستطيعا المشاركة في الحملات الأخرى التي وقعت في العام 1066، لكنهما استطاعا النجاة في تلك المعركة.
انتقل هارلد من يورك، التي استسلم أهلها له. وفي الرابع والعشرين من شهر سبتمبر، وعقب اختطاف رهائن من قادة مدينة يورك، تحرّكت جيوش النرويجيين نحو قرية صغيرة تدعى ستامفورد بريدج. تعلم الملك هارولد درسًا من الغزو النرويجي في وسط شهر سبتمبر، وأسرع بجيشه شمالًا، وجمع المزيد من القوات على طريقه. استغرقت الجيوش الملكية نحو 9 أيام حتى تمكنت من قطع المسافة من لندن حتى يورك، وساروا نحو 25 ميلًا (40 كيلومترًا) في اليوم. في فجر يوم الخامس والعشرين من شهر سبتمبر، وصلت قوات هارولد إلى يورك، واستطاع الملك معرفة أماكن ومواقع النرويجيين. زحف الجيش الإنجليزي باتجاه الغزاة وتمكن من مفاجأتهم، وحقق النصر في معركة ستامفورد بريدج. قُتل هارلد ملك النرويج وتوستيغ، وعانى النرويجيون من خسائر فادحة، فلم تبق سوى 24 سفينة من أصل 300 لإرجاع الجنود إلى موطنهم. في المقابل، كان هذا النصر الإنجليزي مكلفًا، فأصبح جيش هارولد ضعيفًا ومنهكًا، وبعيدًا جدًا عن القناة الإنجليزية حيث ينتظره ويليام.

### فهرس
1. ↑  Bates 1982، صفحات 8–10
2. ↑   Crouch 2007، صفحات 15–16
3. ↑  Bates 1982، صفحة 12
4. ↑  Bates 1982، صفحات 20–21
5. ↑  Hallam & Everard 2001، صفحة 53
6. ↑  Williams 2003، صفحة 54
7. ↑  Huscroft 2005، صفحة 3
8. ↑  Stafford 1989، صفحات 86–99
9. 1 2   Higham 2000، صفحات 167–181
10. ↑  Walker 2000، صفحات 136–138
11. ↑  Higham 2000، صفحات 188–190
12. ↑  Huscroft 2005، صفحات 12–14
13. ↑  Walker 2000، صفحات 144–145
14. ↑  Walker 2000، صفحات 144–150
15. ↑  Walker 2000، صفحات 154–158
16. ↑  Marren 2004، صفحات 65–71
17. ↑  Marren 2004، صفحة 73
18. ↑  Walker 2000، صفحات 158–165

### المعلومات الكاملة للمراجع
- Bates، David (1982). Normandy Before 1066. لندن: Longman. ISBN:978-0-582-48492-4.
- Batesالأول= David (2001). William the Conqueror. Stroud، المملكة المتحدة: Tempus. ISBN:978-0-7524-1980-0.
- Bennettالأول=Matthew (2001). Campaigns of the Norman Conquest. Essential Histories. Oxford, UK: Osprey. ISBN:978-1-84176-228-9.
- Carpenter، David (2004). The Struggle for Mastery: The Penguin History of Britain 1066–1284. نيويورك (مدينة): Penguin. ISBN:978-0-14-014824-4.
- Chibnall، Marjorie (1986). Anglo-Norman England 1066–1166. أكسفورد، المملكة المتحدة: Basil Blackwell. ISBN:978-0-631-15439-6.
- Chibnall, Marjorie (1999). The Debate on the Norman Conquest. Issues in Historiography. مانشستر: Manchester University Press. ISBN:978-0-7190-4913-2.
- Ciggaar، Krijna Nelly (1996). Western Travellers to Constantinople: the West and Byzantium, 962–1204. لايدن، هولندا: Brill. ISBN:978-90-04-10637-6.
- Clanchy، M. T. (2006). England and its Rulers: 1066–1307. Blackwell Classic Histories of England (ط. Third). أكسفورد، المملكة المتحدة: Blackwell. ISBN:978-1-4051-0650-4.
- Crouch، David (2007). The Normans: The History of a Dynasty. لندن: Hambledon & London. ISBN:978-1-85285-595-6.
- Crystal، David (2002). "The Story of Middle English". The English Language: A Guided Tour of the Language (ط. Second). نيويورك (مدينة): Penguin. ISBN:0-14-100396-0.
- Daniell، Christopher (2003). From Norman Conquest to Magna Carta: England, 1066–1215. لندن: Routledge. ISBN:978-0-415-22216-7.
- Douglas، David C. (1964). William the Conqueror: The Norman Impact Upon England. بيركيلي: University of California Press. OCLC:399137.
- Gravett، Christopher (1992). Hastings 1066: The Fall of Saxon England. Campaign. أكسفورد، المملكة المتحدة: Osprey. ج. 13. ISBN:978-1-84176-133-6.
- Hallam، Elizabeth M.؛ Everard، Judith (2001). Capetian France 987–1328 (ط. Second). New York: Longman. ISBN:978-0-582-40428-1.
- Heath، Ian (1995). Byzantine Armies AD 1118–1461. لندن: Osprey. ISBN:978-1-85532-347-6.
- Higham، Nick (2000). The Death of Anglo-Saxon England. Stroud، المملكة المتحدة: Sutton. ISBN:978-0-7509-2469-6.
- Huscroft، Richard (2009). The Norman Conquest: A New Introduction. نيويورك (مدينة): Longman. ISBN:978-1-4058-1155-2.
- Huscroft، Richard (2005). Ruling England 1042–1217. London: Pearson/Longman. ISBN:978-0-582-84882-5.
- Kaufman, J. E. & Kaufman, H. W. (2001). The Medieval Fortress: Castles, Forts, and Walled Cities of the Middle Ages. Cambridge, MA: Da Capo Press. ISBN:978-0-306-81358-0.
- Keynes، Simon (2001). "Charters and Writs". في Lapidge, Michael؛ Blair, John؛ Keynes, Simon؛ Scragg, Donald (المحررون). Blackwell Encyclopaedia of Anglo-Saxon England. Malden, MA: Blackwell. ص. 99–100. ISBN:978-0-631-22492-1.
- Keynes، Simon (2001). "Harthacnut". في Lapidge, Michael؛ Blair, John؛ Keynes, Simon؛ Scragg, Donald (المحررون). Blackwell Encyclopaedia of Anglo-Saxon England. Malden, MA: Blackwell. ص. 229–230. ISBN:978-0-631-22492-1.
- Lawson، M. K. (2002). The Battle of Hastings: 1066. Stroud, UK: Tempus. ISBN:978-0-7524-1998-5.
- Liddiard، Robert (2005). Castles in Context: Power, Symbolism and Landscape, 1066 to 1500. ماكليسفيلد, UK: Windgather Press. ISBN:978-0-9545575-2-2.
- Loyn، H. R. (1984). The Governance of Anglo-Saxon England, 500–1087. Stanford, CA: Stanford University Press. ISBN:978-0-8047-1217-0.
- Marren، Peter (2004). 1066: The Battles of York, Stamford Bridge & Hastings. Battleground Britain. بارنسلي، المملكة المتحدة: Leo Cooper. ISBN:978-0-85052-953-1.
- Roffe، David (2004). "Hereward (fl. 1070–1071)". قاموس السير الوطنية. Oxford University Press. DOI:10.1093/ref:odnb/13074. اطلع عليه بتاريخ 2013-03-29. (يتطلب وجود اشتراك أو عضوية في المكتبة العامة في المملكة المتحدة)
- Singman, Jeffrey L. (1999). Daily Life in Medieval Europe. Daily Life Through History. Westport CT: Greenwood Press. ISBN:978-0-313-30273-2.
- Stafford، Pauline (1989). Unification and Conquest: A Political and Social History of England in the Tenth and Eleventh Centuries. لندن: Edward Arnold. ISBN:978-0-7131-6532-6.
- Stenton، F. M. (1971). Anglo-Saxon England (ط. Third). Oxford, UK: دار نشر جامعة أكسفورد. ISBN:978-0-19-280139-5.
- Thomas، Hugh M. (2003). The English and the Normans. أكسفورد، المملكة المتحدة: Oxford University Press. ISBN:978-0-19-925123-0.
- Thomas, Hugh (2007). The Norman Conquest: England after William the Conqueror. Critical Issues in History. Lanham MD: Rowman & Littlefield Publishers, Inc. ISBN:978-0-7425-3840-5.
- Thomas، Hugh M. (أبريل 2003). "The Significance and Fate of the Native English Landowners of 1086". The English Historical Review. ج. 118 ع. 476: 303–333. DOI:10.1093/ehr/118.476.303. JSTOR:3490123.
- Walker، Ian (2000). Harold the Last Anglo-Saxon King. غلوسترشير المملكة المتحدة: Wrens Park. ISBN:978-0-905778-46-4.
- Williams، Ann (2003). Æthelred the Unready: The Ill-Counselled King. لندن: Hambledon & London. ISBN:978-1-85285-382-2.
- Williams، Ann (2004). "Eadric the Wild (fl. 1067–1072)". قاموس السير الوطنية. دار نشر جامعة أكسفورد. DOI:10.1093/ref:odnb/8512. مؤرشف من الأصل في 2015-07-21. اطلع عليه بتاريخ 2013-03-29. (يتطلب وجود اشتراك أو عضوية في المكتبة العامة في المملكة المتحدة)
- Williams, Ann (2000). The English and the Norman Conquest. إبسوتش المملكة المتحدة: Boydell Press. ISBN:978-0-85115-708-5.